# Aluminijev acetat
Aluminijev acetat ali aluminijev etanoat, včasih okrajšano na AlAc, je kemijska spojina s formulo C6H9AlO6 ali Al(CH3COO)3.
Aluminijev acetat je sol, ki nastane v reakciji aluminijevega hidroksida in ocetne kisline. V reakciji nastanejo tri soli:
- nevtralni aluminijev triacetat Al(CH3COO)3,
- bazični aluminijev diacetat HOAl(CH3COO)2 in
- bazični aluminijev monoacetat (HO)2Al(CH3COO).

## Sinteze
Raztapljanje kovinskega aluminija v brezvodni ocetni kislini v prisotnosti joda kot katalizatorja:
{\displaystyle {\mathsf {2Al+6CH_{3}COOH\ {\xrightarrow {I_{2}}}\ 2Al(CH_{3}COO)_{3}+3H_{2}}}}
Reakcija acetanhidrida z aluminijevim kloridom:
{\displaystyle {\mathsf {AlCl_{3}+(CH_{3}CO)_{2}O\ {\xrightarrow {180^{o}C}}\ Al(CH_{3}COO)_{3}+3CH_{3}COCl}}}
Reakcija aluminijevega sulfata z barijevim acetatom:
{\displaystyle {\mathsf {Al_{2}(SO_{4})_{3}+3Ba(CH_{3}COO)_{2}\ {\xrightarrow {\ }}2Al(CH_{3}COO)_{3}+3BaSO_{4}}}}
Diacetat se pripravlja z reakcijo natrijevega aluminata (NaAlO2)  z ocetno kislino:
{\displaystyle {\mathsf {NaAlO_{2}+3CH_{3}COOH\ {\xrightarrow {\ }}Al(OH)(CH_{3}COO)_{2}+NaCH_{3}COO+H_{2}O}}}

## Kemijske lastnosti
V reakciji z vodo, tudi z vlago iz zraka, se pretvori v diacetat in ocetno kislino:
{\displaystyle {\mathsf {Al(CH_{3}COO)_{3}+H_{2}O\ {\xrightarrow {}}\ Al(OH)(CH_{3}COO)_{2}+CH_{3}COOH}}}
Diacetat v vreli vodi hidrolizira v monoacetat in ocetno kislino:
{\displaystyle {\mathsf {Al(OH)(CH_{3}COO)_{2}+H_{2}O\ {\xrightarrow {}}\ Al(OH)_{2}(CH_{3}COO)+CH_{3}COOH}}}

## Uporaba
Aluminijev diacetat je adstringens in baktericid.
V medicini se uporablja predvsem za pripravo Burove raztopine, s katero se pripravljajo obkladki za zdravljenje kože. 
Aluminijev acetat se uporablja tudi v tekstilni industriji.